# Hoa hậu Chuyển giới Quốc tế 2011
Hoa hậu Chuyển giới Quốc tế 2011 là cuộc thi Hoa hậu Chuyển giới Quốc tế lần thứ 7 được tổ chức tại Pattaya, Thái Lan vào ngày 2 tháng 11 năm 2011. Hoa hậu Chuyển giới Quốc tế 2010 - Mini Han đến từ Hàn Quốc đã trao lại vương miện cho người kế nhiệm, cô Sirapassorn Atthayakorn đến từ Thái Lan.

## Kết quả
| Kết quả                          | Thí sinh |
| -------------------------------- | --- |
| Hoa hậu Chuyển giới Quốc tế 2011 | - #05 Thái Lan – Sirapassorn Atthayakorn |
| Á hậu 1                          | - #02 Nigeria – Miss Sahhara |
| Á hậu 2                          | - #15 Lebanon – Margaret |
| Top 10                           | - #01 Brazil – Yasmin Dream - #03 Philippines – Marianne Arguelles - #12 Philippines – Hazel Andrada - #15 Nhật Bản – Karin Fujikawa - #16 Venezuela – Noa Herrera - #20 Cuba – Yuni Carey - #21 Chile – Vanessa |

## Các giải thưởng phụ
| Giải thưởng                 | Thí sinh                                 |
| --------------------------- | ---------------------------------------- |
| Trang phục Dân tộc đẹp nhất | - #01 Brazil – Yasmin Dream              |
| Hoa hậu Thân thiện          | - #23 Hoa Kỳ – Mokha Montrese            |
| Hoa hậu Ảnh                 | - #21 Cuba – Yuni Carey                  |
| Trang phục Dạ hội đẹp nhất  | - #15 Nhật Bản – Karin Fujikawa          |
| Hoa hậu Tài năng            | - #06 Trung Quốc – Angel Gaga            |
| Miss Rippley's Popular Vote | - #03 Philippines – Marianne Arguelles   |
| Hoa hậu có làn da hoàn hảo  | - #05 Thái Lan – Sirapassorn Atthayakorn |
| Trang phục Áo tắm đẹp nhất  | - #15 Li Băng – Margaret                 |